# جورج ستوني
جورج جونستون ستوني (بالإنجليزية: George Johnstone Stoney)‏ (15 فبراير 1826 – 5 يوليو 1911) وهو فيزيائي أيرلندي وقد اشتهر بإدخاله مصطلح الإلكترون «كوحدة كمية أساسية للكهرباء». وقد قدمها كمفهوم وليست كمصطلح أوائل 1874 و1881، ثم قدم المصطلح سنة 1894.

## حياته الخاصة
ولد ستوني يوم 15 فبراير 1826 في أوك بارك بالقرب من بير بمقاطعة أوفالي أيرلندا ميدلاند. وكانت عائلته معروفة بأنها أنجلو-أيرلند، ممن فقدوا أراضيهم زمن مجاعة أيرلندا 1740-41. ودرس في كلية ترينيتي، دبلن حيث نال البكالوريوس سنة 1848 والماجستير سنة 1852. وقد أصبح أول مساعد فلكي لويليام بارسون سنة 1848 في قلعة بير حيث شيد فيها بارسون أضخم تلسكوب بالعالم في ذلك الوقت.
ستوني هو عم الفيزيائي الرياضياتي العبقري جورج فيتزجيرالد، وكانت الاتصالات بينهما منتظمة بخصوص المسائل العلمية، وقد أضحى جورج بروفسورا بالفيزياء في كلية ترينيتي بدبلن. وأيضا كانت له صلة قرابة بعيدة مع آلان تورنغ.
وقد تزوج ستوني من ابنة عمه وأقام في شارع سمي باسمه (شارع ستوني) في دندرم بدبلن. وأنجبت منه صبيين وثلاث بنات. وبعد وفاته في لندن دفن جثمانه المحروق في دندرم بدبلن.

## سيرته
أصبح ستوني أستاذا للفلسفة الطبيعية في كلية كوينز غالواي (هي الآن الجامعة الوطنية في أيرلندا، غالواي) وذلك في سنة 1852. ثم انتقل إلى دبلن سنة 1857 كأمين لجامعة كوينز في أيرلندا. وسكن في مقاطعة دندرم في دبلن حيث كان يقيم في قلعة دبلن، ثم سكن بعدها في بالمرستون بارك، بضاحية راثمينز جنوب دبلن. بينما كان هو في دبلن يشغل منصب الأمين الفخري لجمعية دبلن الملكية لمدة 20 عاما، ومن ثم صار نائب الرئيس. وقد استمر في عمله العلمي والأكاديمي بتعاون وثيق مع الجمعية. بعد ذلك أصبح مراقبا لامتحانات الخدمة المدنية في أيرلندا، واستمر في المنصب حتى تقاعده سنة 1893. في تلك السنة ولأسباب عائلية رحل إلى لندن واستقر بها. وقد توفي ستوني في 5 يوليو 1911 في منزله في نوتينغ هيل في لندن.
كتب جورج ستوني خمسة وسبعون ورقة علمية نشرت على عدة مجلات، حيث ساهم مساهمة كبيرة في فيزياء الكون وفي نظرية الغازات. وقدر عدد الجزيئات في مليمتر مكعب من الغاز في ضغط ودرجة حرارة الغرفة حسب المعطيات المستقاة من نظرية حركة الغازات. وكان أهم عمل علمي لستوني هو تصوره وحسابه لحجم «ذرة من الكهرباء». في 1891، ثم اقتراحه بإطلاق مصطلح «إلكترون» لوصف الوحدة الأساسية للشحنة الكهربائية، وقد وضعت إسهاماته بالبحث في هذا المجال الأساس لجيه جيه طومسون في اكتشافه للجسيمات سنة 1897.
انتخب زميلا في الجمعية الملكية في يونيو 1861 بسبب تأليفه مقالات عن «انتشار موجات» وعلى «الحلقات المنظورة في الأنواع المتليفة من كربونات الكالسيوم» و«الفيزياء الجزيئية»، والتي نشرت في محاضر الأكاديمية الملكية الأيرلندية وبوبت اطلاعاته «بعلم الفلك والفيزياء العامة».

### مقياس ستوني
استقرت الفيزياء المعاصرة على مقياس بلانك لأنه مقياس مناسب جدا مع النظرية الموحدة. ومع ذلك فإن مقياس بلانك قد سبقه إليه جورج ستوني. وقد أدرك ستوني وكذلك بلانك من بعده بأن تأثير المقاييس الكبير مثل الجاذبية وتأثير المقاييس الصغيرة مثل الكهرومغناطيسية يفترض بطبيعة الحال وجود مقاييس متوسطة التي تفسر فيها الاختلافات الفيزيائية. وتلك المقاييس المتوسطة تشتمل على وحدات مقاييس ستوني للكتلة والطول والزمن وما إلى ذلك، ولكن لا تزال الكتلة هي حجر الزاوية.
كتلة ستوني mS (وتظهر في المصطلحات المعاصرة كالتالي):
{\displaystyle m_{S}={\sqrt {\frac {e^{2}}{4\pi \varepsilon _{0}G}}}={\sqrt {\alpha }}\,m_{P}}
حيث ε0 هو سماحية الفراغ، e هي شحنة أولية وG هو ثابت الجاذبية، وبينما α هو ثابت البناء الدقيق وmP هي كتلة بلانك.
يتشابه مقياس ستوني مع مقياس بلانك حيث يلعب دورا كحلقة تماثل بشكل عام بين عمليات متناهية الصغر إلى عمليات كونية وإلى الآن تبدو أنها تنحى نحوا فريدا لتوحيد الكهرومغناطيسية مع الجاذبية. وبالتالي، مثلا بما أن طول بلانك هو الجذر التربيعي لطول موجة كومبتون ونصف قطر الجاذبية لأي كتلة، فإن طول ستوني هو الجذر التربيعي «لنصف قطر الكهرومغناطيسية» (انظر نصف قطر تقليدي للإلكترون) و2/1 من نصف قطر الجاذبية لأي كتلة، m:
{\displaystyle \ell _{P}={\sqrt {{\frac {\hbar }{mc}}\cdot {\frac {Gm}{c^{2}}}}}}
{\displaystyle \ell _{S}={\sqrt {{\frac {e^{2}}{4\pi \varepsilon _{0}mc^{2}}}\cdot {\frac {Gm}{c^{2}}}}}}

## روابط خارجية
- جورج ستوني على موقع الموسوعة البريطانية (الإنجليزية)